# Élections législatives indiennes de 1967
Les élections législatives indiennes de 1967 sont les quatrièmes élections depuis l'Indépendance de l'Inde. 
Pour la première fois, le Congrès est mené dans l'élection par Indira Gandhi, la fille de Jawaharlal Nehru. Malgré des pertes, le Congrès remporte la majorité des sièges pour la quatrième fois consécutive.

## Contexte
La guerre sino-indienne de 1962 a été un coup dur pour le Premier ministre Jawaharlal Nehru, dont le gouvernement est critiqué pour n'avoir pas su préparer la défense du pays. Après une santé déclinante pendant plusieurs mois, Nehru meurt le 27 mai 1964. Pour le remplacer, le Congrès choisit Lal Bahadur Shastri. Celui-ci mène la Deuxième Guerre indo-pakistanaise en 1965 puis signe en 1966 la Déclaration de Tashkent avec le Pakistan.
Mais Shastri meurt à son tour, le lendemain de la signature de la Déclaration. Il est alors remplacé par la fille de Nehru, Indira Gandhi, malgré l'opposition de leaders du Congrès dont notamment Morarji Desai.

## Mode de scrutin
Le scrutin a lieu au suffrage universel direct et au scrutin uninominal majoritaire à un tour dans 518 circonscriptions.

## Résultats
| Partis                               | Partis  | %     | Sièges (total 520) |
| ------------------------------------ | ------- | ----- | ------------------ |
| Bharatiya Jana Sangh                 | BJS     | 9,31  | 35                 |
| Parti communiste d'Inde              | PCI     | 5,11  | 23                 |
| Parti communiste d'Inde (marxiste)   | PCI(M)  | 4,28  | 19                 |
| Congrès national indien              | Congrès | 40,78 | 283                |
| Praja Socialist Party                | PSP     | 3,06  | 13                 |
| Samyukta Socialist Party             | SSP     | 4,92  | 23                 |
| Swatantra Party                      | SP      | 8,67  | 44                 |
| Akali Dal – Master Tara Singh        | ADM     | 0,13  | 0                  |
| Akali Dal – Sant Fateh Singh         | ADS     | 0,66  | 3                  |
| All India Forward Bloc               | AIFB    | 0,43  | 2                  |
| Bangla Congress                      | BC      | 0,83  | 5                  |
| Dravida Munnetra Kazhagam            | DMK     | 3,79  | 25                 |
| Democratic National Conference       | DNC     | 0,02  | 0                  |
| Indian Union Muslim League           | IUML    | 0,28  | 2                  |
| Kerala Congress                      | KC      | 0,22  | 0                  |
| Naga Nationalist Organisation        | NNO     | 0,00  | 0                  |
| Parti des paysans et ouvriers d'Inde | PWPI    | 0,71  | 2                  |
| Republican Party of India            | RPI     | 2,47  | 1                  |
| United Goans (Furtado Group)         | UG(F)   | 0,00  | 0                  |
| United Goans (Sequiera Group)        | UG(S)   | 0,07  | 1                  |
| Jana Kranti Dal                      | JKD     | 0,13  | 1                  |
| Jammu & Kashmir National Conference  | NC      | 0,14  | 1                  |
| Sans étiquettes                      | -       | 13,78 | 35                 |
| Anglo-Indiens nommés                 | -       | -     | 2                  |